# Rockers (genre musical)
Pour les articles homonymes, voir Rockers.
Genres dérivés
DJ style, dancehall, rub-a-dub, raggamuffin, rocksteady, ska
Le rockers (ou rockers reggae) est un sous-genre musical du reggae, ayant émergé au milieu des années 1970 en Jamaïque.

## Histoire

### Origines
Dans les années 1970, les disques de certains artistes de reggae ont été remixés de manière que le son global corresponde aux exigences du public blanc de rock. De nombreux disques vinyles produits pour le marché étranger sont encore mixés selon cette formule. Par exemple, certains producteurs ont légèrement accéléré le tempo sur certains enregistrements destinés au marché américain, parce que le public rock et soul avait probablement tendance à préférer les rythmes plus rapides du reggae. Cependant, en Jamaïque, le son lent et lourd reste populaire et, vers 1974, il est encore ralenti, au point de devenir menaçant. Ce nouveau son est appelé rockers. Robbie Shakespeare, un bassiste qui jouait en studio pour le groupe The Aggrovators, est considéré comme l'un des responsables de l'émergence de ce nouveau style. L'introduction de cette innovation est également attribuée à un autre musicien de studio, Sly Dunbar, qui formera avec Shakespeare le duo Sly and Robbie.

### Popularité
L'ère du rockers s'impose en Jamaïque entre 1974 et 1975, remplaçant le style one drop qui prévaut à l'époque. Cette nouvelle version du reggae se caractérise par des sonorités plus lourdes. Le rockers devient donc un terme générique pour définir la partie du reggae développée dans la seconde moitié des années 1970, dans laquelle la basse est plus profonde. Le terme est dérivé du sound system de l'artiste de dub Augustus Pablo, appelé Rockers Hi-Fi Sound System. Plus tard, King Tubby, Sly Dunbar, The Revolutionaries et bien d'autres commencent à utiliser ce terme pour définir leur musique. Augustus Pablo donne également donné le nom de rockers à deux de ses labels (Rockers et Rockers International), et à son magasin de disques à Kingston (Rockers International Record Shop). L'un des artistes les plus célèbres à avoir expérimenté ce style est probablement Augustus Pablo lui-même avec l'album King Tubby meets Rockers Uptown sorti en 1976, qui combine les effets dub du producteur King Tubby avec le style rockers de la section rythmique composée de Sly Dunbar lui-même et de son partenaire Robbie (Sly and Robbie).
Pendant la période du rockers, des artistes comme Burning Spear, Culture, The Congos, Big Youth, The Mighty Diamonds, Dillinger, Tapper Zukie, Lee Perry, The Ethiopians et Max Romeo sont reconnus comme des héros, tandis que le porte-drapeau du mouvement roots Bob Marley devient l'artiste jamaïcain le plus célèbre au monde. En 1978, dans le sillage de cette vague musicale, un film intitulé Rockers est également réalisé, mettant en scène plusieurs visages connus de la scène reggae dont Robbie Shakespeare (du couple Sly and Robbie), Leroy « Horsemouth » Wallace, Burning Spear, Gregory Isaacs, Big Youth, Dillinger et Jacob Miller. Le nouveau complexe de style rockers domine les hit-parades et les sound systems de 1976 à 1979 : au cours de ces années, la plupart des producteurs jamaïcains se sont lancés dans la production de matériel de style rockers.

### Déclin
Les rockers reggae entament leur déclin à la fin des années 1970, lorsque Sly and Robbie, alors membres des Revolutionaries, quittent le groupe pour fonder leur nouveau label, Taxi Records. Les Revolutionaries sont devenus les Roots Radics, qui à leur tour, menés par le bassiste Flabba Holt et le batteur Style Scott, jouent pour Barrington Levy, alors en pleine émergence, contribuant ainsi à la création d'un nouveau style de reggae appelé dancehall, qui a définitivement remplacé la popularité du style rockers.
Le style dancehall reggae se caractérise par des tempos plus rapides, souvent construits sur des riddims rocksteady, et par l'intervention de la grosse caisse, généralement aux deuxième et quatrième mesures. Le son typique du dancehall était plus simple, plus dur et plus profond que celui des rockers, l'accent étant mis sur le groove au détriment de la technique.

## Caractéristiques
Comme tout autre changement dans la musique populaire jamaïcaine, ce style est reconnaissable à l'approche de la basse et de la batterie lors des sessions d'enregistrement. Dans les rockers, la basse était fortement amplifiée, continuant à établir l'atmosphère de fond palpitante. Mais le rôle de la basse est également devenu plus complexe et expérimental.
Dans certains types de reggae lourd (en particulier le reggae instrumental, ou dub), la basse joue un rôle qui, du rock, est représenté par la guitare, plus articulée et plus proéminente. Ces lignes de basse sont accompagnées d'instruments de percussion continus et réguliers, mais l'élément marquant du genre est le rythme particulier de la batterie : plus rapide, plus dur et plus compliqué que le one drop, avec des influences de styles américains tels que le funk et le disco, qui sont introduits par le batteur Sly Dunbar pour le producteur Joseph « Jo Jo » Hoo Kim dans son studio Channel 1 à Kingston, en Jamaïque.
Alors que le style rythmique du roots reggae classique développé au début mettait l'accent sur le rythme à une goutte - où la caisse claire et la grosse caisse ne battent que sur le troisième temps d'un rythme à 4/4 - le rythme plus tardif des rockers mettait l'accent sur les quatre temps d'un rythme à 4/4, à l'instar de la musique disco américaine. Selon d'autres, le rythme typique des rockers ne bat que sur les 1re, 2e et 4e mesures, tandis que le style dans lequel la grosse caisse bat sur chaque temps du 4/4 serait appelé Steppers.
Dans le rockers, la grosse caisse se bloque sur chacun des quatre temps, ce qui fait avancer la musique. Les doubles caisses claires donnent à la musique un aspect « militaire », conçu par Dunbar en collaboration avec d'autres producteurs, tandis que les thèmes sont toujours orientés vers des sujets conscients, typiques du roots. Le style de Dunbar se retrouve sur plusieurs disques instrumentaux : tout en jouant de la grosse caisse pour donner un rythme régulier, il improvise l'utilisation des cymbales, de la caisse claire et du tom-tom pour créer un effet polyphonique, à l'instar des percussions religieuses d'Afrique de l'Ouest.
Une fois de plus, les influences musicales de la tradition rasta ont joué un rôle important dans la naissance de ce style ; Dunbar est clairement influencé par le style rythmique de cette musique. Sa technique s'inspire en partie de celle d'un autre session player, Leroy « Horsemouth » Wallace, actuellement membre du célèbre groupe de reggae Inner Circle. Il semble que Wallace ait inventé les rockers rythmiques dans un enregistrement de 1969 pour Sir Coxsone Dodd intitulé Things a Come up to Bump.